# Guerres durant l'Edat Moderna
L'Edat Moderna europea va ser una època de guerra constant. Els monarques o altri utilitzaven aquest mètode per dirimir qualsevol disputa, mentre que la diplomàcia es limitava únicament als tractats de pau. L'arribada de les armes de foc van contribuir a disparar tot un seguit de guerres que van marcar l'època. En un principi totes les guerres tenien motius religiosos. La Reforma Protestant va ser prou forta com per iniciar guerres entre regnes. Però ben aviat es descobreixen altres motius. Possessió de més territori, expansió, odi entre monarques, problemes de successió… són alguns dels motius que podien amagar-se entre una guerra aparentment religiosa.

## Llista de guerres per segle

### Segle XVI
Motius religiosos:
- Sacre Imperi Germànic Romà:
  - Les Guerres Hussites (1419-1434)
  - La Guerra dels Camperols alemanya (1524-1526)
  - Les guerres de Kappel a Suïssa (1529 i 1531)
  - les guerres d'Esmalcada (1546-1547)
  - La Guerra de Colònia (1583-1588)
- Anglaterra:
  - La revolta de la Lliure Oració Comú (1549)
  - El Sollevament del Nord (1569)
  - La guerra angloespanyola (1585-1604)
- Escòcia:
  - Sollevament protestant (1559-1560)
- França:
  - Guerres de religió a França (1562-1589)
- Països Baixos:
  - Guerra dels Vuitanta Anys (1568-1648)
- Irlanda:
  - Rebel·lions de Desmond (1569-1583)
  - Guerra dels Nou Anys Irlandesa (1594-1603)

Motius no religiosos:
- Rússia i Suècia:
  - Guerra de Livònia (1558-1583)
  - Guerra russosueca (1590-1595)
- Portugal:
  - Guerra de Successió de Portugal (1580-1583)
- Anglaterra:
  - Guerra Civil Anglesa (1642-1651)
- Itàlia
  - Guerres d'Itàlia (1494-1559)

### Seglexvii
Guerres de Religió:
- Europa:
  - Guerra dels Trenta Anys (1618-1648)
  - Setge de Viena (1683)
- França:
  - Rebel·lions hugonots (1621-1629)
- Regne Unit:
  - Guerres dels tres regnes (1639-1651)

Motius no religiosos:
- Suècia i Rússia:
  - Guerra d'Íngria (1610-1617)
- França i Castella:
  - Guerra franco-espanyola (1635-1659)
- Portugal:
  - Guerra de Manuelinho (1637)
  - Guerra de Restauració Portuguesa (1640)
- Holanda i Portugal:
  - Guerra neerlandoportuguesa (1588-1654)
- Regne de Nàpols (1648)
  - Revolta de Nàpols
- Catalunya:
  - Guerra dels Segadors (1640)
- Regne Unit i Escòcia:
  - Guerra Civil Anglesa (1642-1651)
- França i Regne Unit:
  - Guerra del rei Guillem (1689-1697)

### Seglexviii
Guerres de Religió:
- França:
  - La Guerra de Cevenes (1702-1704)

Guerres no religioses:
- Europa de l'est:
  - Gran Guerra del Nord (1700-1721)
  - Guerra russosueca (1741-1743)
  - Guerra russosueca (1788-1790)
- Regne Unti i França
  - Guerra de la reina Anna (1702-1713)
- Europa i Castella:
  - Guerra de Successió Espanyola
- Europa i Àustria:
  - Guerra de Successió Austríaca (1740-1748)
- Colònia del Brasil:
  - Guerra Guaranítica (1750-1756)
- Sacre Imperi Germànic Romà:
  - Guerra dels Set Anys (1756-1763)
- Europa i Polònia:
  - Guerra de Successió de Polònia (1733-1738)
- França:
  - Guerra de la Independència dels EUA (1775-1783)
  - Revolució Francesa (1789)